# Fortis
La Fortis SA è stata un gruppo di banca-assicurazione con sedi a Bruxelles (Belgio) e Utrecht (Paesi Bassi). È stata la prima banca in Belgio e in Lussemburgo, seconda nel Benelux.

## Storia
La Fortis nacque nel 1990 dalla fusione di due compagnie assicurative, la olandese AMEV e la belga AG Group, con la banca olandese VSB. Nel corso degli anni Novanta il gruppo si espanse mediante l'acquisizione dell'assicurazione belga Caisse générale d'épargne et de retraite fra il 1993 e il 1997, del Crédit à l'Industrie nel 1995, della MeesPierson nel 1997 e soprattutto della Générale de Banque (nata dalla scissione del ramo bancario della Société générale de Belgique) nel 1999. Nel 2005 la parabola della Fortis raggiunse il suo culmine: era il 23º gruppo bancario mondiale con posizione dominante in Belgio e Lussemburgo. Nel 2007 la Fortis formò con la Royal Bank of Scotland e con il Banco Santander un consorzio per lanciare un'OPA sul colosso bancario olandese ABN AMRO e smembrarlo fra i membri del consorzio: alla Fortis sarebbero spettate le attività in Belgio e Paesi Bassi.
A partire dalla fine del 2007, la crisi dei subprimes mise in dubbio la capacità della Fortis di finanziare la sua parte di operazione. Le azioni, che in aprile superavano i 30 euro di valore, crollarono a 17 euro in novembre. Nel settembre dell'anno successivo gli effetti della crisi si aggravarono, così come le difficoltà delle banche. La liquidità del gruppo divenne critica e la quotazione delle azioni colò a picco. Gli stati dei Paesi Bassi e del Lussemburgo rilevarono ciascuno il 49%, rispettivamente della Fortis Bank Nederland e della Fortis Banque Luxembourg, mentre lo stato belga acquisì il 49% della Fortis Banque Belgique, che oltre a gestire l'attività in Belgio, era anche la controllante delle filiali olandese e lussemburghese. Fra le condizioni del piano di riscatto c'era la vendita da parte di Fortis della ABN AMRO. La Fortis avrebbe dovuto utilizzare i fondi ottenuti dalla vendita della ABN per riscattare le quote cedute ai governi.
Tuttavia i problemi non furono risolti, soprattutto a causa della perdita di interesse dell'ING Groep, che era stato precedentemente interessato alla ABN.
Perciò il governo olandese di Balkenende impose, il 3 ottobre, alla Fortis di vendere allo Stato la totalità delle sue attività nei Paesi Bassi, ovvero ABN AMRO, Fortis Bank Nederland e Fortis Insurance Nederland. 
Le attività bancarie furono riunite sotto il nome ABN AMRO, mentre il ramo assicurativo divenne la ASR Nederland. Lo smembramento del gruppo Fortis proseguì il 5 ottobre successivo con l'acquisto da parte della BNP Paribas delle attività bancarie in Belgio e Lussemburgo, condotte sotto il nome di BNP Paribas Fortis. La Fortis Holding ha conservato le attività assicurative internazionali (Fortis Insurance International) e nel 2010 ha mutato ragione sociale da Fortis Holding a Ageas. Infine, la Fortis Insurance Belgium, ovvero il ramo assicurativo belga, è stato ribattezzato AG Insurance ed è controllato da Ageas e da BNP Paribas Fortis.